# Oststeinbek
Oststeinbek är en kommun och ort i Kreis Stormarn i förbundslandet Schleswig-Holstein i Tyskland.